# I liga urugwajska w piłce nożnej (1940)
- Mistrz Urugwaju 1940: Club Nacional de Football
- Wicemistrz Urugwaju 1940: Rampla Juniors
- Spadek do drugiej ligi: CA Bella Vista w barażu obronił się przed spadkiem
- Awans z drugiej ligi: nikt nie awansował, gdyż klub CA Cerro przegrał baraż

Mistrzostwa Urugwaju w roku 1940 były mistrzostwami rozgrywanymi według systemu, w którym wszystkie kluby rozgrywały ze sobą mecze każdy z każdym u siebie i na wyjeździe, a o tytule mistrza i dalszej kolejności decydowała końcowa tabela.

## Primera División

### Kolejka 1
| Mecz                                                   |
| ------------------------------------------------------ |
| Sud América Montevideo – Club Nacional de Football 2:2 |
| Montevideo Wanderers – CA Peñarol 3:3                  |
| Rampla Juniors – Liverpool Montevideo 5:2              |
| Racing Montevideo – River Plate Montevideo 3:1         |
| Defensor Sporting – Central Montevideo 2:2             |

### Kolejka 2
| Mecz                                           |
| ---------------------------------------------- |
| Liverpool Montevideo – CA Peñarol 1:0          |
| Club Nacional de Football – CA Bella Vista 6:2 |
| Defensor Sporting – River Plate Montevideo 2:2 |
| Central Montevideo – Rampla Juniors 0:0        |
| Racing Montevideo – Sud América Montevideo 2:1 |

### Kolejka 3
| Mecz                                                   |
| ------------------------------------------------------ |
| Club Nacional de Football – River Plate Montevideo 3:1 |
| CA Peñarol – Racing Montevideo 5:1                     |
| Defensor Sporting – Rampla Juniors 1:0                 |
| Central Montevideo – CA Bella Vista 2:2                |
| Montevideo Wanderers – Sud América Montevideo 4:0      |

### Kolejka 4
| Mecz                                              |
| ------------------------------------------------- |
| CA Peñarol – Central Montevideo 3:0               |
| Sud América Montevideo – Rampla Juniors 3:2       |
| Club Nacional de Football – Defensor Sporting 5:2 |
| River Plate Montevideo – Liverpool Montevideo 1:1 |
| Montevideo Wanderers – CA Bella Vista 1:1         |

### Kolejka 5
| Mecz                                                 |
| ---------------------------------------------------- |
| River Plate Montevideo – Central Montevideo 4:2      |
| Racing Montevideo – CA Bella Vista 4:4               |
| CA Peñarol – Sud América Montevideo 3:3              |
| Defensor Sporting – Liverpool Montevideo 2:2         |
| Montevideo Wanderers – Club Nacional de Football 1:0 |

### Kolejka 6
| Mecz                                                 |
| ---------------------------------------------------- |
| Defensor Sporting – Racing Montevideo 1:0            |
| Club Nacional de Football – Liverpool Montevideo 2:0 |
| Montevideo Wanderers – Central Montevideo 2:2        |
| CA Bella Vista – Sud América Montevideo 2:2          |
| CA Peñarol – Rampla Juniors 3:1                      |

### Kolejka 7
| Mecz                                              |
| ------------------------------------------------- |
| Club Nacional de Football – Racing Montevideo 2:1 |
| CA Peñarol – River Plate Montevideo 4:1           |
| Liverpool Montevideo – CA Bella Vista 2:0         |
| Rampla Juniors – Montevideo Wanderers 2:1         |
| Defensor Sporting – Sud América Montevideo 3:2    |

### Kolejka 8
| Mecz                                               |
| -------------------------------------------------- |
| CA Peñarol – Defensor Sporting 6:0                 |
| Club Nacional de Football – Central Montevideo 1:1 |
| River Plate Montevideo – Montevideo Wanderers 2:1  |
| Liverpool Montevideo – Racing Montevideo 3:1       |
| Rampla Juniors – CA Bella Vista 4:0                |

### Kolejka 9
| Mecz                                            |
| ----------------------------------------------- |
| Rampla Juniors – Racing Montevideo 4:2          |
| Montevideo Wanderers – Liverpool Montevideo 5:0 |
| Central Montevideo – Sud América Montevideo 1:1 |
| CA Bella Vista – River Plate Montevideo 3:1     |
| Club Nacional de Football – CA Peñarol 3:2      |

### Kolejka 10
| Mecz                                                |
| --------------------------------------------------- |
| River Plate Montevideo – Sud América Montevideo 2:1 |
| Rampla Juniors – Club Nacional de Football 1:1      |
| Central Montevideo – Liverpool Montevideo 0:0       |
| Montevideo Wanderers – Racing Montevideo 2:0        |
| CA Bella Vista – Defensor Sporting 1:1              |

### Kolejka 11
| Mecz                                              |
| ------------------------------------------------- |
| CA Peñarol – CA Bella Vista 4:2                   |
| Central Montevideo – Racing Montevideo 4:0        |
| Rampla Juniors – River Plate Montevideo 2:0       |
| Montevideo Wanderers – Defensor Sporting 3:3      |
| Sud América Montevideo – Liverpool Montevideo 3:1 |

### Kolejka 12
| Mecz                                                   |
| ------------------------------------------------------ |
| Club Nacional de Football – Sud América Montevideo 2:0 |
| Montevideo Wanderers – CA Peñarol 3:9                  |
| Rampla Juniors – Liverpool Montevideo 3:2              |
| River Plate Montevideo – Racing Montevideo 2:1         |
| Defensor Sporting – Central Montevideo 1:1             |

### Kolejka 13
| Mecz                                           |
| ---------------------------------------------- |
| CA Peñarol – Liverpool Montevideo 4:0          |
| Club Nacional de Football – CA Bella Vista 2:0 |
| Defensor Sporting – River Plate Montevideo 3:3 |
| Central Montevideo – Rampla Juniors 2:1        |
| Racing Montevideo – Sud América Montevideo 3:1 |

### Kolejka 14
| Mecz                                                   |
| ------------------------------------------------------ |
| Club Nacional de Football – River Plate Montevideo 3:1 |
| Racing Montevideo – CA Peñarol 3:2                     |
| Rampla Juniors – Defensor Sporting 5:0                 |
| Central Montevideo – CA Bella Vista 3:0                |
| Montevideo Wanderers – Sud América Montevideo 2:0      |

### Kolejka 15
| Mecz                                              |
| ------------------------------------------------- |
| CA Peñarol – Central Montevideo 2:1               |
| Rampla Juniors – Sud América Montevideo 3:0       |
| Club Nacional de Football – Defensor Sporting 4:2 |
| Liverpool Montevideo – River Plate Montevideo 5:2 |
| Montevideo Wanderers – CA Bella Vista 4:0         |

### Kolejka 16
| Mecz                                                 |
| ---------------------------------------------------- |
| River Plate Montevideo – Central Montevideo 2:2      |
| Racing Montevideo – CA Bella Vista 2:1               |
| Sud América Montevideo – CA Peñarol 3:0              |
| Liverpool Montevideo – Defensor Sporting 4:1         |
| Club Nacional de Football – Montevideo Wanderers 3:1 |

### Kolejka 17
| Mecz                                                 |
| ---------------------------------------------------- |
| Defensor Sporting – Racing Montevideo 0:0            |
| Club Nacional de Football – Liverpool Montevideo 3:1 |
| Montevideo Wanderers – Central Montevideo 1:0        |
| Sud América Montevideo – CA Bella Vista 2:0          |
| CA Peñarol – Rampla Juniors 4:1                      |

### Kolejka 18
| Mecz                                              |
| ------------------------------------------------- |
| Club Nacional de Football – Racing Montevideo 5:3 |
| River Plate Montevideo – CA Peñarol 2:0           |
| Liverpool Montevideo – CA Bella Vista 9:0         |
| Rampla Juniors – Montevideo Wanderers 1:0         |
| Defensor Sporting – Sud América Montevideo 2:0    |

### Kolejka 19
| Mecz                                               |
| -------------------------------------------------- |
| Defensor Sporting – CA Peñarol 4:2                 |
| Club Nacional de Football – Central Montevideo 6:0 |
| River Plate Montevideo – Montevideo Wanderers 1:0  |
| Racing Montevideo – Liverpool Montevideo 2:1       |
| Rampla Juniors – CA Bella Vista 3:1                |

### Kolejka 20
| Mecz                                            |
| ----------------------------------------------- |
| Rampla Juniors – Racing Montevideo 1:1          |
| Liverpool Montevideo – Montevideo Wanderers 3:2 |
| Sud América Montevideo – Central Montevideo 4:2 |
| River Plate Montevideo – CA Bella Vista 5:0     |
| Club Nacional de Football – CA Peñarol 5:1      |

### Kolejka 21
| Mecz                                                |
| --------------------------------------------------- |
| River Plate Montevideo – Sud América Montevideo 1:1 |
| Club Nacional de Football – Rampla Juniors 5:0      |
| Liverpool Montevideo – Central Montevideo 2:1       |
| Montevideo Wanderers – Racing Montevideo 6:1        |
| CA Bella Vista – Defensor Sporting 2:2              |

### Kolejka 22
| Mecz                                              |
| ------------------------------------------------- |
| CA Peñarol – CA Bella Vista 6:1                   |
| Racing Montevideo – Central Montevideo 1:0        |
| Rampla Juniors – River Plate Montevideo 2:1       |
| Montevideo Wanderers – Defensor Sporting 5:0      |
| Sud América Montevideo – Liverpool Montevideo 2:0 |

### Końcowa tabela sezonu 1940
| Poz | Klub                      | Mecze | Zw | Rem | Por | Pkt | BrZd | BrStr |
| --- | ------------------------- | ----- | -- | --- | --- | --- | ---- | ----- |
| 1   | Club Nacional de Football | 20    | 16 | 3   | 1   | 35  | 63   | 22    |
| 2   | Rampla Juniors            | 20    | 11 | 3   | 6   | 25  | 41   | 29    |
| 3   | Montevideo Wanderers      | 20    | 10 | 4   | 6   | 24  | 47   | 22    |
| 4   | CA Peñarol                | 20    | 10 | 2   | 8   | 22  | 54   | 38    |
| 5   | Liverpool Montevideo      | 20    | 8  | 3   | 9   | 19  | 39   | 39    |
| 6   | River Plate Montevideo    | 20    | 7  | 5   | 8   | 19  | 35   | 39    |
| 7   | Defensor Sporting         | 20    | 5  | 9   | 6   | 19  | 32   | 49    |
| 8   | Sud América Montevideo    | 20    | 6  | 5   | 9   | 17  | 31   | 37    |
| 9   | Racing Montevideo         | 20    | 7  | 3   | 10  | 17  | 31   | 46    |
| 10  | Central Montevideo        | 20    | 3  | 9   | 8   | 15  | 26   | 35    |
| 11  | CA Bella Vista            | 20    | 1  | 6   | 13  | 8   | 22   | 65    |

### Baraż o utrzymanie się w pierwszej lidze
| Mecz                          |
| ----------------------------- |
| CA Bella Vista – CA Cerro 2:0 |
| CA Bella Vista – CA Cerro 4:0 |

Klub CA Bella Vista pozostał w pierwszej lidze, a CA Cerro w drugiej.

### Klasyfikacja strzelców bramek
| Gole | Piłkarz       | Klub                      |
| ---- | ------------- | ------------------------- |
| 18   | Atilio García | Club Nacional de Football |